# Streptanthus bernardinus
Streptanthus bernardinus är en korsblommig växtart som först beskrevs av Edward Lee Greene, och fick sitt nu gällande namn av Samuel Bonsall Parish. Streptanthus bernardinus ingår i släktet Streptanthus och familjen korsblommiga växter. Inga underarter finns listade i Catalogue of Life.